# Michael Marrone
Pour les articles homonymes, voir Marrone.
Michael Marrone, né le 27 janvier 1987 à Adélaïde (Australie), est un footballeur australien. Il joue au poste de défenseur avec l'équipe d'Australie et le club d'Adelaide United.

## Biographie

### Carrière en équipe nationale
Michael Marrone est convoqué pour la première fois par le sélectionneur national Holger Osieck pour un match des éliminatoires de la coupe d'Asie de l'Est 2013 face à la Guam le 7 décembre 2012. 
Il compte une sélection et un but avec l'équipe d'Australie depuis 2012.

## Statistiques

### Statistiques en club
| Saison                | Club                  | Championnat           | Championnat | Championnat | Coupe(s) nationale(s) | Coupe(s) nationale(s) | Compétition(s) continentale(s) | Compétition(s) continentale(s) | Compétition(s) continentale(s) | Coupe du monde des clubs de la FIFA | Coupe du monde des clubs de la FIFA | Sélection | Sélection | Sélection | Total | Total |
| Saison                | Club                  | Division              | M.          | B.          | M.                    | B.                    | Comp.                          | M.                             | B.                             | M.                                  | B.                                  | Équipe    | M.        | B.        | M.    | B.    |
| 2008 - 2009           | Adelaide United       | A-League              | 2           | 0           | -                     | -                     | -                              | -                              | -                              | 1                                   | 0                                   | -         | -         | -         | 3     | 0     |
| 2009 - 2010           | Adelaide United       | A-League              | 16          | 0           | -                     | -                     | ACL                            | 7                              | 0                              | -                                   | -                                   | -         | -         | -         | 23    | 0     |
| 2010 - 2011           | Melbourne Heart       | A-League              | 29          | 0           | -                     | -                     | -                              | -                              | -                              | -                                   | -                                   | -         | -         | -         | 29    | 0     |
| 2011 - 2012           | Melbourne Heart       | A-League              | 28          | 0           | -                     | -                     | -                              | -                              | -                              | -                                   | -                                   | -         | -         | -         | 28    | 0     |
| 2012 - 2013           | Melbourne Heart       | A-League              | 13          | 0           | -                     | -                     | -                              | -                              | -                              | -                                   | -                                   | Australie | 1         | 1         | 14    | 1     |
| 2013                  | Shanghai Shenxin      | Super League          | -           | -           | -                     | -                     | -                              | -                              | -                              | -                                   | -                                   | -         | -         | -         | 0     | 0     |
| Total sur la carrière | Total sur la carrière | Total sur la carrière | 88          | 0           | -                     | -                     | -                              | 7                              | 0                              | 1                                   | 0                                   | Australie | 1         | 1         | 97    | 1     |

### Buts internationaux
| Buts de Michael Marrone en sélection | Buts de Michael Marrone en sélection | Buts de Michael Marrone en sélection | Buts de Michael Marrone en sélection | Buts de Michael Marrone en sélection | Buts de Michael Marrone en sélection | Buts de Michael Marrone en sélection           | Buts de Michael Marrone en sélection |
|                                      | Date                                 | Lieu                                 | Adversaire                           | Score                                | Résultat                             | Compétition                                    |                                      |
| ------------------------------------ | ------------------------------------ | ------------------------------------ | ------------------------------------ | ------------------------------------ | ------------------------------------ | ---------------------------------------------- | ------------------------------------ |
| 1                                    | 7 décembre 2012                      | Hong Kong Stadium, Hong Kong         | Guam                                 | 3 - 0                                | 9-0                                  | Éliminatoires de la Coupe d'Asie de l'Est 2013 |                                      |

## Palmarès
- Championnat d'Australie : 2016